# Dendrocincla tyrannina
El trepatroncos tiranino (en Ecuador) (Dendrocincla tyrannina), también denominado trepatroncos cordillerano (en Colombia), trepador paramero (en Venezuela) o trepador tiranino (en Perú), es una especie de ave paseriforme de la familia Furnariidae, de la subfamilia Dendrocolaptinae, perteneciente al género Dendrocincla. Es nativa de la región andina del noroeste y oeste de Sudamérica.

## Distribución y hábitat
Se distribuye a lo largo de la cordillera de los Andes, desde el extremo oeste de Venezuela, hacia el sur por las tres cadenas de Colombia, y en ambas pendientes por Ecuador, Perú, hasta el extremo noroeste de Bolivia.
Esta especie es considerada poco común en su habitat natural: el interior y los bordes de selvas húmedas montanas, en altitudes entre 1500 y 3000 metros. Es la única especie de su género que habita en tales altitudes.

## Sistemática

### Descripción original
La especie D. tyrannina fue descrita por primera vez por el naturalista francés Frédéric de Lafresnaye en 1851 bajo el nombre científico Dendrocops tyranninus; su localidad tipo es: «Santa-Fe de Bogotá».

### Etimología
El nombre genérico femenino «Dendrocincla» se compone de las palabras del griego «δενδρον dendron: árbol, y del latín cinclus: tordo, zorzal, que proviene del griego «κιγκλος kinklos»: ave no identificada;  y el nombre de la especie «tyrannina», proviene del latín moderno «tyranninus»: tiranino, como un cazamoscas tirano.

### Taxonomía
Se ha sugerido que pueda ser hermana de Dendrocincla anabatina, pero los estudios genéticos sugieren lo contrario. La subespecie hellmayri es apenas marginalmente diferente. La especie propuesta Dendrocincla macrorhyncha, de la pendiente oriental del norte de Ecuador, parece ser un individuo aberrante de la subespecie nominal. La subespecie propuesta brunnea (del oeste de Ecuador) es inseparable de la nominal.

### Subespecies
Según las clasificaciones del Congreso Ornitológico Internacional (IOC) y Clements Checklist/eBird v.2019 se reconocen dos subespecies, con su correspondiente distribución geográfica:
- Dendrocincla tyrannina tyrannina (Lafresnaye, 1851) – Andes occidentales y centrales desde el centro de Colombia (Antioquia) hacia el sur por ambas pendientes de los Andes hasta el oeste de Bolivia (oeste de La Paz).
- Dendrocincla tyrannina hellmayri Cory, 1913 – pendiente oriental de los Andes orientales en el noreste de Colombia (Norte de Santander, Boyacá) y adyacente oeste de Venezuela (oeste de Táchira).